# Francesco Maria Barzellotti
Francesco Maria Barzellotti (Piancastagnaio, 24 gennaio 1782 – Piancastagnaio, 14 agosto 1861) è stato un vescovo cattolico italiano.

## Biografia
Nato a Piancastagnaio il 24 gennaio 1782 da Gaspero Barzellotti e Letizia Bulgarini, compì gli studi pressi il seminario di Siena, e venne ordinato sacerdote il 19 settembre 1807. Nel 1812 fu assegnato dal vescovo Filippo Ghighi alla parrocchia di Manciano, che resse per diciannove anni.
Il 2 luglio 1832 venne nominato vescovo di Sovana su proposta del granduca Leopoldo II di Lorena. Nel novembre 1833 compì la sua prima visita pastorale, mentre nel 1836 fondò la Scuola diocesana di morale e dogmatica. Promosse l'unificazione dei capitoli del duomo di Sovana e della collegiata di Pitigliano, che si concluse nel 1844 con la traslazione della sede vescovile da Sovana a Pitigliano, dove già da tempo i vescovi risiedevano. Barzellotti fu così l'ultimo vescovo di Sovana, e il primo della diocesi di Sovana-Pitigliano. Durante il suo episcopato, si verificò l'apparizione mariana alla pastorella Veronica Nucci del Cerreto, e il vescovo autorizzò la costruzione di un edificio religioso in memoria dell'avvenimento, in accordo con papa Pio IX.
Morì il 14 agosto 1861 a Piancastagnaio e venne sepolto nella pieve di Santa Maria Assunta.

## Genealogia episcopale
La genealogia episcopale è:
- Cardinale Scipione Rebiba
- Cardinale Giulio Antonio Santori
- Cardinale Girolamo Bernerio, O.P.
- Arcivescovo Galeazzo Sanvitale
- Cardinale Ludovico Ludovisi
- Cardinale Luigi Caetani
- Cardinale Ulderico Carpegna
- Cardinale Paluzzo Paluzzi Altieri degli Albertoni
- Papa Benedetto XIII
- Papa Benedetto XIV
- Papa Clemente XIII
- Cardinale Marcantonio Colonna
- Cardinale Giacinto Sigismondo Gerdil, B.
- Cardinale Giulio Maria della Somaglia
- Cardinale Carlo Odescalchi, S.I.
- Vescovo Francesco Maria Barzellotti